# ابوالفضل صفاری
ابوالفضل صفاری (متولد یزد) کارگردان، فیلم‌نامه‌نویس و هنرپیشه ایرانی است.

## فیلم‌شناسی

### بازیگری
- روز صفر (۱۳۹۸)

### کارگردان
- گوزنهای اتوبان (۱۴۰۳)
- یک کامیون غروب (۱۳۹۵)
- از تهران تا بهشت (۱۳۹۱)
- انتهای زمین (۱۳۸۶)

### نویسنده
- گوزنهای اتوبان (۱۴۰۳)
- یک کامیون غروب (۱۳۹۵)
- از تهران تا بهشت (۱۳۹۱)
- انتهای زمین (۱۳۸۶)

### تهیه‌کننده
- گوزنهای اتوبان (۱۴۰۳)
- سامورایی در برلین (۱۳۹۷)
- یک کامیون غروب (۱۳۹۵)
- از تهران تا بهشت (۱۳۹۱)

### سرمایه‌گذار
- از تهران تا بهشت (۱۳۹۱)
- انتهای زمین (۱۳۸۶)